# Борнштедтское кладбище

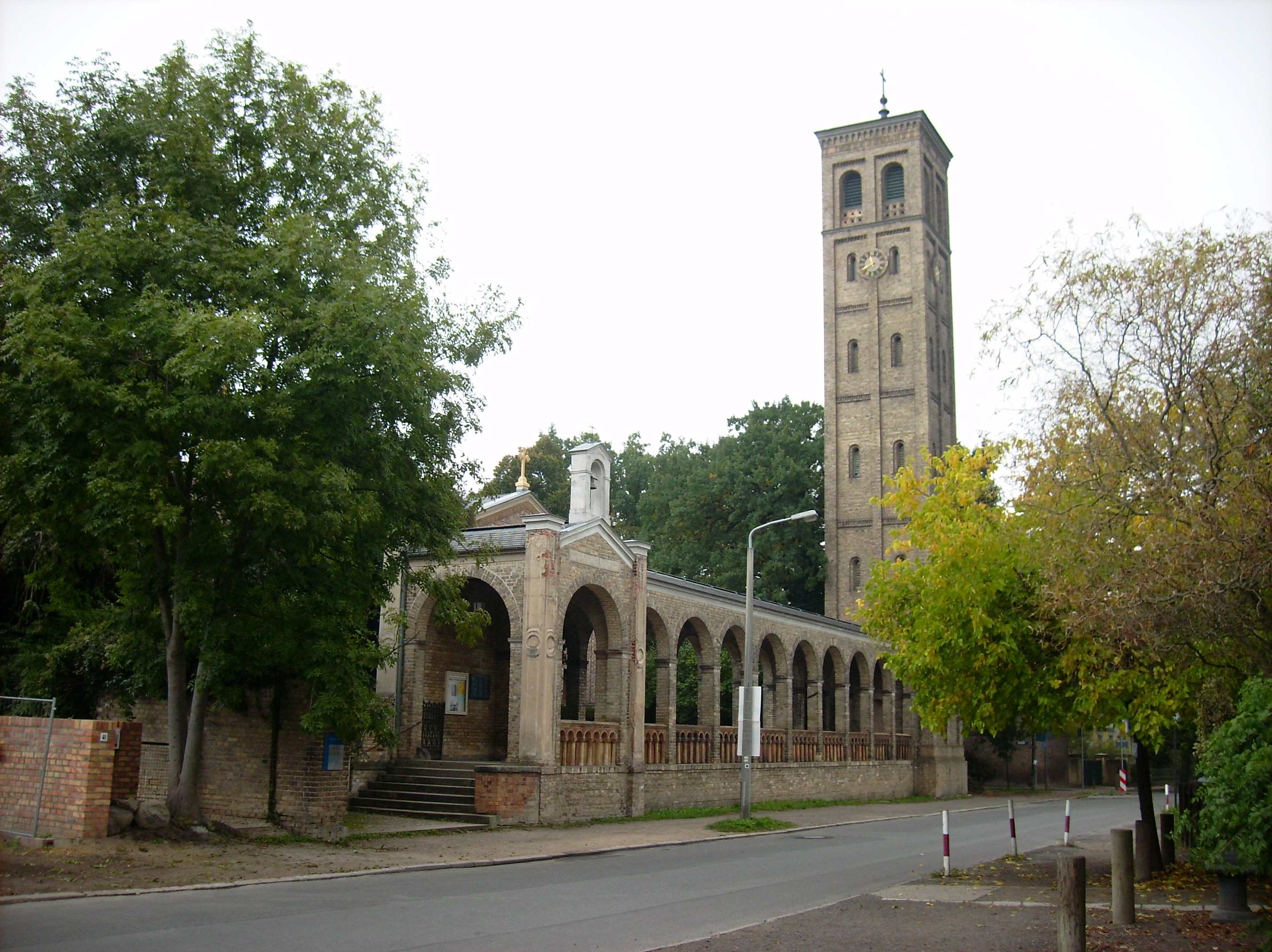
Борнштедтское кладбище

Борнштедтское кладбище (нем. Bornstedter Friedhof) — кладбище в Потсдаме, расположенное напротив Борнштедтского королевского поместья в непосредственной близости к Оранжерейному дворцу. На кладбище похоронены не только жители района, но и многие знаменитости. Ещё Теодор Фонтане писал, что «кто умирает в Сан-Суси, того и хоронят в Борнштедте».
Церковное кладбище деревни Борнштедт, вошедшей в состав Потсдама в 1935 году, было заложено в 1599 году и в последующее время постоянно расширялось. Траурный зал при кладбище был построен по проекту Рейнгольда Персиуса на рубеже XX века, а в 2010 году был реставрирован благодаря помощи фонда ЮНЕСКО.